# Žabokreky nad Nitrou
Žabokreky nad Nitrou es un municipio del distrito de Partizánske en la región de Trenčín, Eslovaquia, con una población estimada a final del año 2024 de 1710 habitantes.
Se encuentra ubicado al sur de la región, cerca del río Nitra (cuenca hidrográfica del Danubio) y de la frontera con la región de Nitra.

## Demografía
| Año        | 1994 | 2004    | 2014    | 2024    |
| ---------- | ---- | ------- | ------- | ------- |
| Población  | 1633 | 1658    | 1686    | 1710    |
| Diferencia |      | +1,53 % | +1,68 % | +1,42 % |

| Año        | 2023 | 2024    |
| ---------- | ---- | ------- |
| Población  | 1703 | 1710    |
| Diferencia |      | +0,41 % |